# えきから時刻表
えきから時刻表（えきからじこくひょう）は、株式会社ぐるなびが運営した時刻表のオンラインサービスである。

## 概要
新幹線を含む鉄道路線、鉄道駅の旅客列車発着時刻、乗り換え、航空便と高速バスの空席、駅周辺不動産、ぐるなび連携で宿泊施設と予約、などの検索サービスを無料で提供した。
時刻表は、ICカードと乗車券それぞれの運賃を表示する「乗換案内」、駅掲示同等の「駅時刻表」、冊子媒体同等の「路線時刻表」、列車単位情報の「列車詳細」で構成し、臨時列車の詳細や列車番号なども収載した。列車毎に各駅発着時刻を表示して、好事家らに好評を得た。
2019年3月29日にすべてのサービスを終了した。